# Sakule
Sakule (cyr. Сакуле) – wieś w Serbii, w Wojwodinie, w okręgu południowobanackim, w gminie Opovo. W 2011 roku liczyła 1847 mieszkańców.